# Little Mix
Литл микс је британска девојачка група формирана 2011. године током осме сезоне британске верзије Икс Фактора. Оне су биле прва група која се такмичила у емисији и освојила прво место, и након своје победе, потписале су уговор са издавачком кућом Сајмон Кауела Syco Music и избациле кавер песме Cannonball Дамијан Рајса као сингл песму због освојеног првог места. Чланице групе су Џејд Тирлвол, Пери Едвардс, Ли-Ен Пинок и Џеси Нелсон.
Литл микс је издао свој први албум 2012. године под називом DNA, који се нашао на топ 10 листа у десет држава, укључујући УК и САД. То чини Литл микс првом групом од Пусикет долс да освоје топ 5 место са својим првим албумом, такође их то чини британском девојачком групом са највећом позицијом на листи у САД, рушећи рекорд постављен од стране групе Спајс герлс. У УК сингл са албума, под називом Wings, освојио је прво место. Други албум групе, под називом Salute, избачен је 2013. године и постао је њихов други албум који се нашао у топ 10 у УК и САД. Албум садржи два сингла који су се нашли на топ 10 листи у УК, под називима Move и Salute. 2015. године група је избацила свој трећи албум под називом Get Weird који је њихов најпродаванији албум и албум који се најдуже задржао на музичким листама у УК. Главни сингл албума, Black Magic освојио је прво место у УК и добио две номинације на Брит Авордс. Четврти албум групе, Glory Days, избачен је 2016. године и постао је њихов први албум који је освојио прво место у УК, такође је постао албум девојачке групе који се најдуже задржао на британским музичким листама од првог албума Спајс герлс који је изашао 20 година раније. Главни сингл албума Shout Out to My Ex постао је њихов четврти сингл који је освојио прво место у УК, док су други и четврти синглови, Touch и Power, постали десети и једанаести синглови топ 10 синглови групе у УК.

## Дискографија
- DNA (2012)
- Salute (2013)
- Get Weird (2015)
- Glory Days (2016)
- LM5 (2018)
- Confetti (2020)
- Between Us (2021)

### Видеографија
| Спот                    | Година | Режисер                        |
| ----------------------- | ------ | ------------------------------ |
| Cannonball              | 2011   | Сара Чатфилд                   |
| Wings                   | 2012   | Макс,Даниа                     |
| DNA                     | 2012   | Сара Чатфилд                   |
| Change Your Life        | 2013   | Dominic O'Riordan,Warren Smith |
| How Ya Doin'?           | 2013   | Carly Cussen                   |
| Move                    | 2013   | Carly Cussen                   |
| Little me               | 2013   | Director X                     |
| Word up!                | 2014   | Бен Тарнер                     |
| Salute                  | 2014   | Колин Тили                     |
| Black Magic             | 2015   | Director X                     |
| Love Me Like You        | 2015   | Сара МекКолган                 |
| Secret Love Song        | 2016   | Френк Борин                    |
| Hair                    | 2016   | Director X                     |
| Shout Out to My Ex      | 2016   | Сара Чатфилд                   |
| Touch                   | 2017   | Director X,Парис Гоебвел       |
| No More Sad Songs       | 2017   | Марк Класфилд                  |
| Power                   | 2017   | Хана Лукс Дејвис               |
| Reggaetón Lento (Remix) | 2017   | Марк Класфилд                  |
| Only You                | 2018   | Франк Борин                    |
| Woman Like Me           | 2018   | Марк Класфилд                  |
| More Than Words         | 2018   | Франк Борин                    |
| Strip                   | 2018   | Rankin,Little Mix              |
| Think About Us          | 2019   | Бредли,Пабло                   |
| Bounce Back             | 2019   | Charlotte Rutherford           |
| One I've Been Missing   | 2019   | Лоренс Вардер                  |
| Wasabi                  | 2020   | Callum Mills                   |
| Break Up Song           | 2020   | Зек Ела                        |
| Holiday                 | 2020   |                                |
| Sweet Melody            | 2020   | KC Locke                       |
| Confetti                | 2021   | Семуел Доуек                   |
| Heartbreak Anthem       | 2021   | Семуел Доуек                   |
| Kiss My (Uh Oh)         | 2021   |                                |
| Love (Sweet Love)       | 2021   | Семуел Доуек                   |
| No                      | 2021   |                                |

## Концертне турнеје
- DNA Tour (2013)
- The Salute Tour (2014)
- The Get Weird Tour (2016)
- The Glory Days Tour (2017)
- Summer Hits Tour 2018 (2018)